# Gillian Philip
Gillian Philip, née en 1964  à Glasgow (Royaume-Uni), est une autrice de romans fantasy pour la jeunesse.
Elle est notamment connue pour avoir participé aux sagas La Guerre des Clans et Survivants sous le pseudonyme d'Erin Hunter en compagnie de Victoria Holmes, Inbali Iserles, Cherith Baldry, Tui T. Sutherland, Kate Cary et Rosie Best.
Elle a remporté un Angus Book Awards, un prix récompensant les auteurs britanniques de romans fantasy pour adolescents. Gillian Philip a également écrit la saga Les anges rebelles.